# Ephébosz

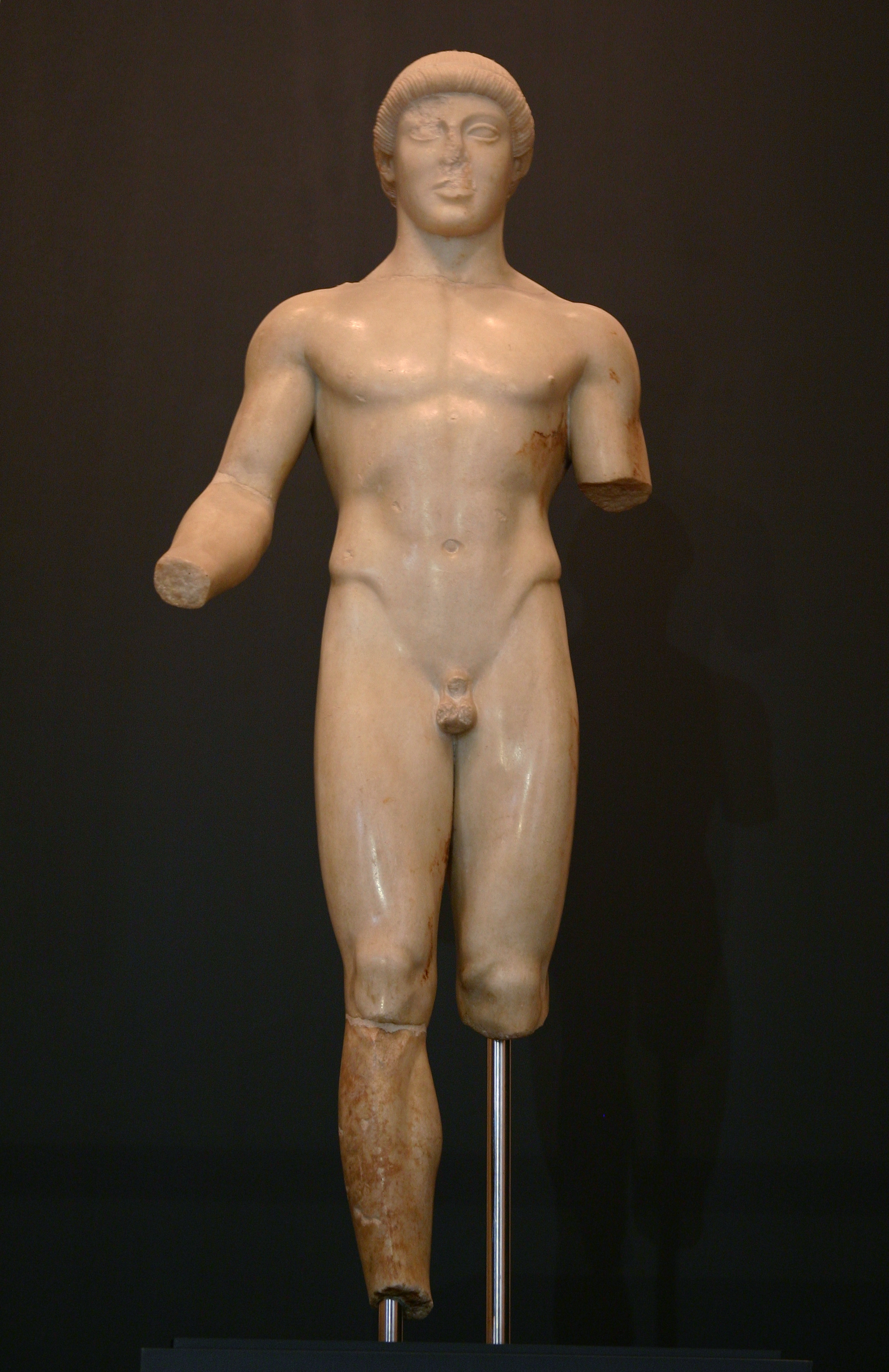
Ephébosz szobor Agrigento múzeumában

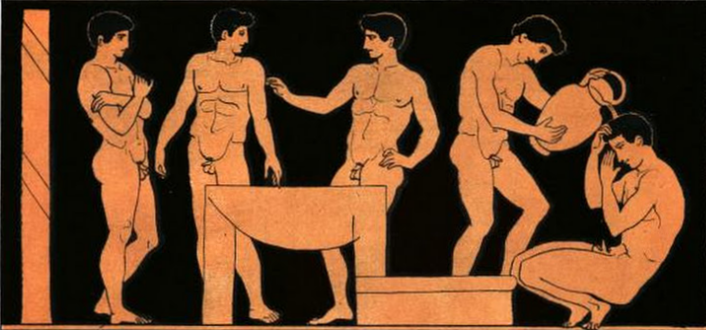
Fürdő ephéboszok (antik vázakép)

Ephébosz (ógörögül: ἔφηβος ‚ifjú‘)  volt az ókori Görögországban azon ifjak neve, akik kinőttek a serdülőkorból.
Az ephébosz a tanár-tanuló viszonyban jelentheti a tanulót is. Ezen kívül a gümnaszion vagy  lükeion ifjait is jelölte.
Athénban a Kr. e. 4.  századtól kezdődően ephébosz volt az a 18 évnél idősebb fiatalember, aki a teljes polgári jogok elérése érdekében kétéves állami képzést kapott (ephébia), mely egyben fegyveres szolgálattal is járt. Ephéboszokkal helyettesítették azt a 300 szkíta íjászt, melyek korábban Athénban a rendőri szolgálatot adták. Az ephébia intézménye egészen a Kr. u. 3. századig fennállt.

## Fordítás
Ez a szócikk részben vagy egészben  az    Ephebe  című német Wikipédia-szócikk ezen változatának fordításán alapul.  Az eredeti cikk szerkesztőit annak laptörténete sorolja fel. Ez a jelzés csupán a megfogalmazás eredetét és a szerzői jogokat jelzi, nem szolgál a cikkben szereplő információk forrásmegjelöléseként.